# Уадина (окръг, Минесота)
Окръг Уадина (на английски: Wadena County) е окръг в щата Минесота, Съединени американски щати. Площта му е 1406 km², а населението - 13 713 души (2000). Административен център е град Уадина.